# Måløv Kirke
Måløv Kirke er en typisk dansk middelalderkirke, der ligger i Måløv Sogn.
Kirken er indviet til Sankt Ib.

## Eksterne kilder og henvisninger
- Wikimedia Commons har flere filer relateret til Måløv Kirke
- Måløv Kirke hos sognekirke.dk
- Måløv Kirke Arkiveret 31. januar 2011 hos  Wayback Machine hos nordenskirker.dk
- Måløv Kirke hos KortTilKirken.dk
- Måløv Kirke hos danmarkskirker.natmus.dk (Danmarks Kirker, Nationalmuseet)